# Urininkontinens
Urininkontinens är en form av inkontinens som innebär oförmåga att kontrollera urin. Symtomen kan hanteras med hjälp av inkontinenshjälpmedel, som exempelvis blöja, kateter eller intervaginala hjälpmedel. Grundorsaken behandlas med kirurgi eller förebyggande metoder som bäckenbottenträning.

## Typer av urininkontinens
Urininkontinens brukar indelas i ansträngningsinkontinens och trängningsinkontinens. Det förra innebär läckage av mindre mängder i samband ansträngning eller kontinuerligt läckage. Trängningsinkontinens innebär plötslig tömning av urinblåsan. Blandinkontinens är en kombination av ansträngnings- och trängningsinkontinens; ofta är symtomen av den ena sjukdomen mer framträdande än den andra.
Ansträngningsinkontinens drabbar främst kvinnor och orsakas ofta av uttänjda muskler och ledband i bäckenbottnen. Även män kan få ansträngningsinkontinens, men det är mycket ovanligt. Då är det vanligen i samband med prostatasjukdomar eller efter kirurgiska ingrepp i prostata och urinblåsa.
Ansträngningsinkontinens uppstår ofta som en följd av graviditeter och förlossningar. Graviditeten innebär förändrade hormoner i kroppen vilket medför att muskler och bindväv uppmjukas för att förbereda kroppen för förlossningen. Under förlossningens slutfas medför krystvärkarna ännu en påfrestning för vävnaderna. Efter graviditeten återställs hormonbalansen, men vissa vävnadsförändringar kan kvarstå. Forskning visar att den första graviditeten innebär störst risk för urinläckage. 
Trängningsinkontinens kan delas in i fyra grupper beroende på vad som är den bakomliggande orsaken ; orsakad av avflödeshinder, orsakad av sjukdom i nerver, ryggmärg, hjärnstam etc, orsakad av sjukdom i stora hjärnan eller slutligen utan påvisbar orsak (idiopatisk). Trängningsinkontinens kan bland annat orsakas av bakterier i urinen, stenbildning i urinblåsan eller prostataförstoring.

## Behandling

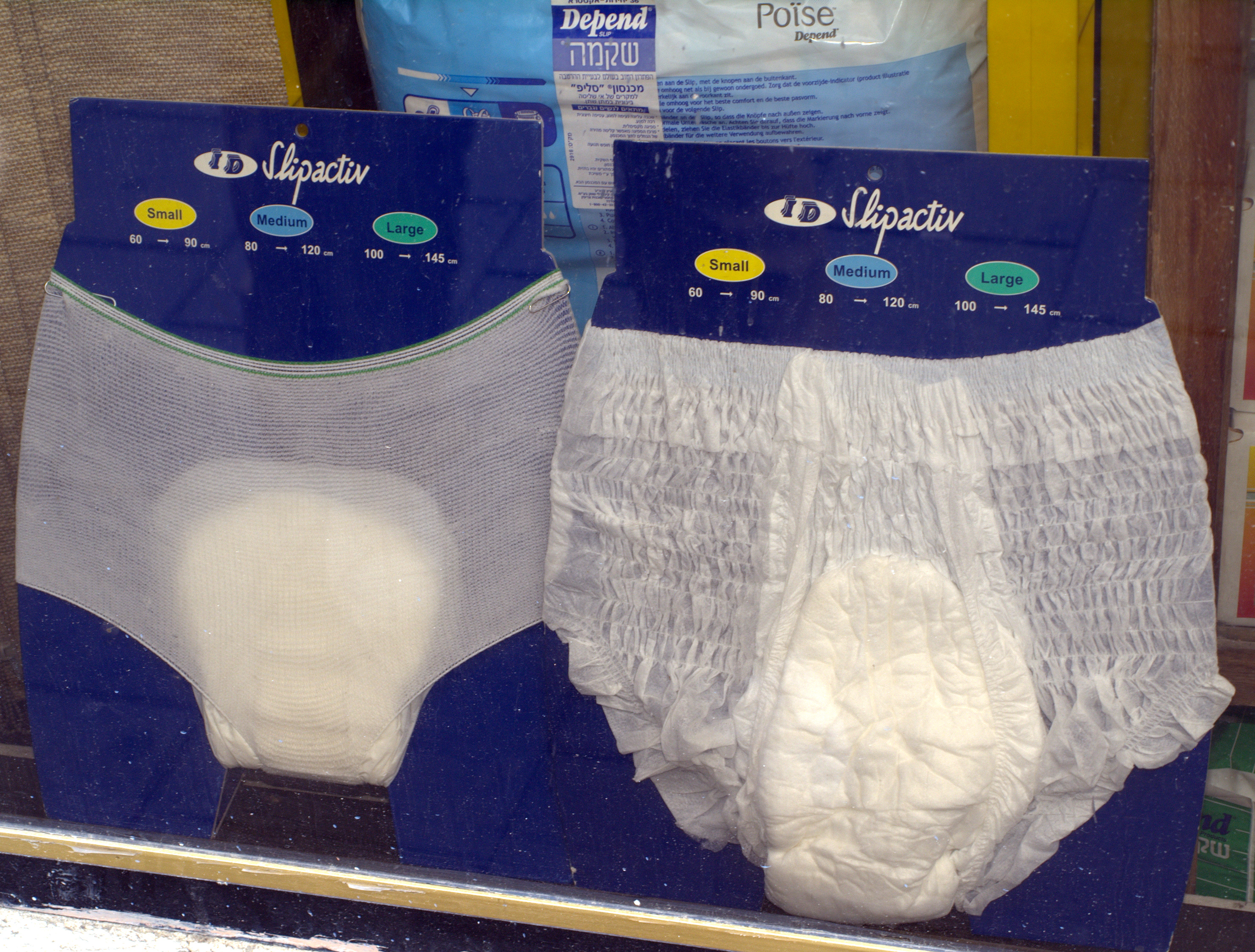
Moderna inkontinenshjälpmedel erbjuder användaren såväl ett gott skydd som hög komfort.

Behandlingsalternativ är öppna skydd, blöja, blåsträning, bäckenbottenträning, livsstilsförändring, översyn av blåsbeteendet, uridom (gäller män), läkemedel och kirurgi. Val av behandling beror på typ av urininkontinens. Det är viktigt att hitta en lösning som passar personens individuella situation för att förhindra att personen anpassar sig efter inkontinensproblemen med tex social isolering som konsekvens. Det är nödvändigt att motivera individen dels att långsiktigt behandla grundorsaken och dels att använda olika inkontinensskydd. Det är viktigt för den drabbade att våga söka vård; de flesta blir botade eller får sina symtom lindrade. 
- Absorberande produkter (skydd, skyddande underkläder, vuxenblöjor) är de mest kända hjälpmedlen för att hantera inkontinens. De är i allmänhet lätta att få tag på via apotek eller dagligvarubutiker. Fördelarna med att använda dessa är att de knappt behöver någon anpassning eller introduktion av sjukvårdsspecialist. Nackdelarna är att de kan vara skrymmande, läcka, avge lukt och orsaka hudskador.

- En urindroppsamlare/uridom (för män) ansluten till en urinuppsamlngspåse är en lösning för män med urinläckage som vill hålla huden torr hela tiden. Individanpassad storlek på urindroppsamlaren är viktigt för att den ska fungera optimalt.

- Träning eller operation är vanliga metoder vid ansträningsinkontinens. Trängingsinkontinens behandlas med läkemedel och träning, i sällsynta fall med operation. Vid överrinningsinkontinens går behandlingen ut på att ta bort det som trycker på urinröret, vanligtvis via operation.   Det är inte ovanligt att kvinnor blir urininkontinenta efter en graviditet, men med hjälp av ett personligt träningsprogram behöver kvinnan oftast använda inkontinensskydd endast under en period.
- Intravaginala inkontinenshjälpmedel stöttar slidväggen i området under blåshalsen och minskar risken för urinläckage vid ansträngningsinkontinens.[5] Intravaginala hjälpmedel kan till exempel vara utformade som en mjuk ring med en styv ände som stänger till urinröret när blåsan trycker på vid fysisk ansträngning.[2]. Hjälpmedel finns att köpa via apotek eller ordineras via urolog/gynekolog.

- En ockluderingsanordning för män är fastspänd runt penis och trycker mjukt på urinröret och stoppa urinflödet. Denna lösning är endast lämplig för lätt eller måttlig inkontinens.

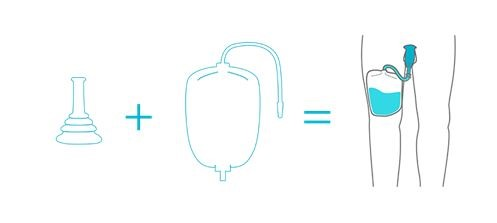
Urindroppsamlare ansluten till urinpåse

- Kvarliggande katetrar (KAD) används ofta på sjukhus eller om personen inte är i stånd att hantera någon av övriga lösningar själv. En kvarliggande kateter är ansluten till en urinpåse som kan bäras på benet eller hängas vid sidan av sängen. Kvarliggande katetrar behöver regelbunden tillsyn av sjukvårdspersonal. Fördelen med kvarliggande katetrar är att urinen rinner bort från kroppen och håller huden torr. Nackdelen är att det är vanligt att få urinvägsinfektion vid användning av kvarliggande katetrar [6].

Tappningskatetrar är engångskatetrar som förs in i urinröret för att tömma urinblåsan. När blåsan är tom avlägsnas katetern och kasseras. Tappningskatetrar används främst vid retention (oförmåga att tömma blåsan), men kan även användas för att minska/undvika inkontinens.

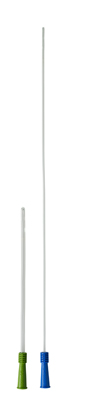
Kateter för kvinnor respektive för män

För personer som lider av inkontinens finns det i Sverige kostnadsfria hjälpmedel att få. Exempel på detta är intravaginala hjälpmedel, katetrar, uridom samt absorberande skydd och plastbyxor. Hjälpmedlen skrivs ut av distriktssköterskor eller annan sjukvårdpersonal med utbildning i inkontinensvård. Man kan även köpa intravaginala hjälpmedel och inkontinensskydd på apoteket och dagligvaruhandeln.                                                                                                                                           